# 서북청년회

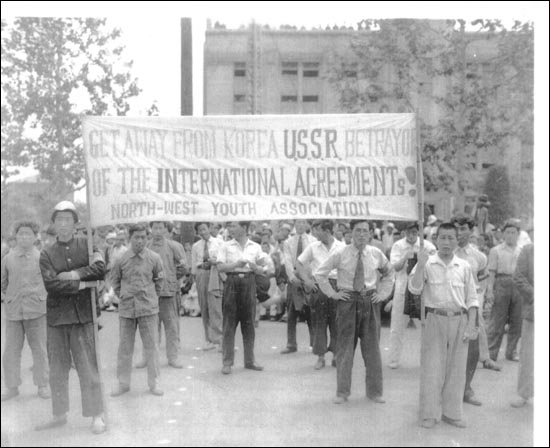
1948년 5월 31일 대한민국 국회 개원식 날 국회 의사당 앞에서 소련군 철수 집회를 벌이는 서북청년회원들

서북청년회(西北靑年會) 또는 서북청년단(西北靑年團, 약칭: 서청)는 미군정 당시 조직된 대한민국의 극우 반공주의 청년 단체다. 1946년 3월 5일 생성된 월남자 단체가 그해 11월 30일에 통합해 발족하였다. 이 단체는 1948년 12월 19일에 조직한 대한청년단으로 통합했으며, 남은 일부는 1949년 10월 18일에 단체 등록이 취소되어 소멸했다.
서북청년회 사무실은 한국 민주당 본부가 있는 동아일보 사옥에 있었다고 전해진다. 서북청년단은 이승만, 김구, 한국민주당 등에게서 자금을 지원받았다. 이승만은 1947년부터 이들을 견제했고, 지청천을 시켜 대동청년단을 창설함으로써 족청과 함께 서서히 대동청년단에 흡수되었다. 서북청년회원 가운데 일부는 대한민국 국군과 대한민국 경찰의 창설에 참여하였고, 일부는 1948년 남한 단정 반대사건인 제주도 4.3 사건에 남로당이 개입하면서, 남로당 토벌이라는 명분으로 4.3 사건 진압과 학살에 가담하였다. 당시 4.3사건의 진압책임자는 조병옥이였고 그는 민주당 제2대, 제3대, 제4대, 제5대 당대표였다. 조병옥은 "제주도민 20만명을 모두 죽여도 상관없다."라는 발언을 했다.이명박 정부와 박근혜 정부에서 보수성향의 사람들이 각종 집회에서 '서북청년단' 깃발을 들고 나오기도 했으며 2014년에는 서북청년단 재건위원회를 자처하는 사람들이 세월호 침몰 사건 희생자 추모 리본을 무단으로 제거해 물의를 빗기도 했다.

## 창립 배경

김구는 서북청년회의 전신 중 하나인 평안청년회에 참여하였고, 1947년 4월 대동청년단이 꾸려지기 전까지는 서북청년회에 자금을 지원하기도 하였다.

1946년 3월 조선민주당 당수 조만식이 소련 군정과 김일성에 의해 감금당하자 지주와 기독교인 등은 남한으로 내려왔다. 이들은 북한에 반대하는 단체의 조직을 준비하였다. 이후 월남한 청년 남성들이 모여서 조직의 규모가 확장되었다.
1946년 3월 5일 문봉제(文鳳濟) 등 월남 청년들이 주도한 집회가 성공하고, 이에 힘입어 평남동지회가 조직되고, 다시 평남동지회는 평남북 조직을 합친 평안청년회로 확대되었다. 결성대회에는 북한 지역 연고자(이윤영, 김병연, 강기덕)는 물론 김구도 참석했다. 1946년 11월 우익단체들과 영락교회청년회 등이 통합하여 서북청년회가 결성되자 김구, 이승만, 한민당 등은 함께 서북청년단에 자금을 지원해 주었다.

## 개요
서북청년회는 1946년 11월30일 월남한 이북 각 도별 청년단체가 대공투쟁의 능률적인 수행을 위해 선우기성(鮮于基聖)을 중앙집행위원장으로 하여 설립한 우익청년운동단체이다. 1946년 8월 월남 청년단체들은 평안청년회를 중심으로 통합을 준비하였다. 그러나 이때까지는 평안청년회, 황해청년회, 함북청년회 등이 중심이 되었다. 광복절을 전후하여 조선민주당 이종현과 백남홍, 대동신문 사장 이종영, 백의사 단장 염동진 등은 서북청년회 준비위원회를 결성하였다. 또한 함경도 출신 청년단체인 양호단, 대한혁신청년회, 함북청년회와도 통합 논의를 진전시키고자 하였다. 이에 평안청년회는 9월 10일 소책자를 발간하여 함경남도 출신 주요 인사들을 소개하였다.
논의가 진전되어  1946년 11월 30일 서북청년회 결성식이 열렸다. 서북청년회 결성에는 평안청년회, 황해청년회(=황해회청년부), 함북청년회, 대한혁신청년회, 양호단(=원산청년회), 북선청년회 등이 참여한 것으로 알려졌다. 그러나 12월 5일 북선청년회는 서북청년회와 연대코자 하나 합동하는 것은 아니라는 입장을 표명하고 1947년까지 독자적으로 활동하였다. 결국 12월 10일 평안청년회, 황해청년회(=황해회청년부), 함북청년회, 대한혁신청년회, 양호단(=원산청년회)가 서북청년회를 공식 결성하고 간부진을 선출하였다. 위원장은 선우기성(평안남도를 대표), 부위원장에는 장윤필(함북청년회), 조영진(대한혁신청년회)이 선출되었다. 이후 서북청년회로 합동한 월남 청년단체는 공식적으로 해산하였다.
창립 강령으로는 조국의 완전자주독립의 전취(戰取), 균등사회의 건설, 세계평화에의 공헌 등을 내세웠고, 기구는 중앙집행위원장 외 11개 부서와 감찰위원회 및 지부로 구성되었다. 제일 먼저 결성된 지부는 강계(江界) 출신 청년들이 중심이 된 서울종로지부로서 김이협(金履浹)이 위원장이었다.

## 활동
1947년 1월 이선파(李鮮波)를 위원장으로 한 서울중구지부, 평안북도 청년들의 서부지구, 청단지부(靑丹支部), 인천지부, 황해도민들이 가입한 황해도지부 등이 잇따라 결성되었고, 1947년 6월 10일 임일(林一)을 위원장으로 하여 대전에 남선파견대본부(南鮮派遣隊本部)를 설치하였다. 서북청년회는 좌우익의 충돌이 있을 때마다 언제나 우익진영의 선봉역할을 하였다.
1947년 3·1절 기념식을 각각 가진 좌우익의 시가행진 중 남대문에서 충돌한 남대문충돌사건, 공산주의를 찬양·고취하던 민족예술제를 광복청년회와 합동으로 저지시킨 부산극장사건, 부산좌익청년운동의 본부격인 민주애국청년동맹의 사무실을 습격하여 서북청년회 부산지부의 간판을 건 좌익단체사무실점령사건 및 대북공작 등이다. 이러한 격렬한 반공투쟁은 모두가 이북에서 공산치하의 학정에 못 이겨서 자유를 찾아온 그들의 과거경험이 크게 작용한 데서 나온 행동이었다.
이렇게 서북청년회가 대공투쟁을 하고 있는 상황 속에서 1947년 4월에 환국한 대한민국임시정부 광복군총사령관 지청천(池靑天)이 대동청년단(大同靑年團)의 조직에 착수하였다. 지청천은 광복군 참모장을 지낸 이범석(李範奭)이 만든 민족청년단(民族靑年團)과의 갈등 속에서도, 전국 청년의 대동단결을 전제로 한 청년조직을 강력히 추진하여, 대동청년단을 중심으로 기존 청년단체들의 통합공작을 시도하였다.
통합공작에 참가한 단체는 대한독립촉성전국청년총연맹을 비롯하여 광복청년회·대한독립청년단·청년조선총동맹·서북청년회 등이었다. 이 과정에서 서북청년회는 합동파와 합동반대파로 분열되어 심각한 대립이 계속되다가, 합동파는 1948년 9월 대동청년단에 통합되었고, 합동반대파는 문봉제(文鳳濟)·김성주(金聖柱) 등이 중심이 되어 서북청년단을 재건하였다. 이 조직은 1948년 12월 19일 대한청년단으로 흡수 통합됨으로써 자연 해체되었다.

## 4.3 사건 전후
제주도에서 단정 반대인 4.3 사건이 발생하고 김달삼 등 남로당원들이 개입하여 사태를 확산시키자, 서북청년회는 남로당 반대를 명분으로 4.3 사건에 개입하였다. 한편 제주4·3평화기념관에는 이승만은 공식석상에서 대놓고 ‘가혹하게 탄압하라’고 말하기도 했다는 기록이 보존하고 있다. 1949년 1월 21일 국무회의에서 "미국 측에서 한국의 중요성을 인식하고 많은 동정을 표하나 제주도, 전남사건의 여파를 완전히 발근색원하여야 그들의 원조는 적극화할 것"이라며 "지방 토색(討索) 반도 및 절도 등 악당을 가혹한 방법으로 탄압하여 법의 존엄을 표시할 것이 요청된다"고 말한 이 대통령의 발언록이 보존돼 있다. 이승만은 모슬포경찰서와 성산포경찰서를 신설하라는 대통령령도 공포(49년 1월 18일)했으며, 서북청년회 단원을 경찰과 군대에 편입하라고 지시하기도 했다는 내용도 기념관엔 전시돼 있다.
1947년 대동청년단이 결성되자, 선우기성 중심의 합류파는 대동청년단에 가입하였으며, 서북청년회에서 문봉제 중심의 재건파는 이승만의 친위대 역할을 하게 되었다. 그러나 독자적으로 서북청년단의 간판을 사용하던 이들도 있었다.

암살사건 당시, 경교장에 임시로 안치된 김구 모습

한편 서북청년단 해체 요구가 나오자 장택상은 강력하게 반발하였다. 조병옥 역시도 치안상의 문제를 들어 서북청년단 해산을 반대하였다. 1947년 3월 3.1절 당시 활동과 관련해 장택상은 서북청년단에 5만원을 지원하기도 했다.
서북청년회는 제주시민 10%까지 포함한 전국에서 30만명에 달하는 국민을 좌경분자 처단이라는 명목하에 탄압 혹은 살해했다. 서북청년회 중에 문봉제 중심의 재건파로 이승만의 친위대 역할을 하였던 안두희는 1949년 6월 26일에 경교장에 들어가 김구를 살해했다.
또한 1973년 문봉제는 증언을 통해 선우기성이 장택상에게 불려가 쌀한가마니에 해당되는 액수의 봉투를 받았다고도 했다.한편 좌파와의 무력충돌에서 승리하자 장택상은 그들에게 특별히 잔치상을 차려주기도 했다. 한편 한민당·이승만로부터도 후원을 받았으나 자금의 대부분은 서북 출신 재산가들이 주로 지원하였다. 그러나 최창학·박흥식 등 친일파의 경우에는 협박을 통해 자금을 얻어내기도 했다.

### 해체 과정
일부는 군으로도 들어왔다. 조선경비대 통위부장 류동렬, 경찰청 경무부장 조병옥, 서북청년회 위원장 선우기성 사이에 합의가 있었는데 당시 서북청년회 내부에서도 대동청년단으로의 합류파와 재건파 사이에 분열과 반목이 있으면서 제3의 길을 선택한 사람(서청원)도 있었다고 한다. 하지만 서북청년회는 1946년 11월 30일부터 가장 규모가 큰 극렬 우익단체로 활동하였고 1948년 12월 19일에 조직된 대한청년단으로 통합되었으며, 남은 일부는 1949년 10월 18일에 단체등록이 취소되어 소멸되었다.

## 같이 보기
| - 백의사 - 대한청년단 - 민족청년단 - 김구 - 이승만 - 이범석 - 장택상 - 염응택 - 이성순 - 이화룡 - 남조선로동당 | - 함흥청년회 - 평양청년회 - 선우기성 - 선우휘 - 조병옥 - 윤치영 - 조선민족청년단 - 제주 4.3사건 - 보도연맹 사건 - 북장로교 - 영락교회 |

## 참고 자료
- 「한국현대정치론」, 국군창설과 반란 및 숙군, 한배호 저, 오름(2000년, 282~286p)
- 「제노사이드」, 또 하나의 쟁점 지역과 민족, 최호근 저, 책세상(2005년, 402~404p)
- 강준만, 《한국현대사산책:1940년대편 1,2》 (인물과 사상사, 2006)